# DGS-Korpus
Das DGS-Korpus ist ein linguistisches Video-Korpus der Deutschen Gebärdensprache (DGS), das von 2009 bis 2027 durch das DGS-Korpus-Projekt am Institut für Deutsche Gebärdensprache und Kommunikation Gehörloser (IDGS) der Universität Hamburg erstellt wird.
Mit über 560 Stunden Filmmaterial und 634.497 Tokens (Stand 1. Oktober 2020) aus gebärdeten Unterhaltungen zu vielfältigen Themen zählt das DGS-Korpus zu den größten gebärdensprachlichen Korpora. Das Öffentliche DGS-Korpus, eine Teilmenge des DGS-Korpus, ist das größte online veröffentlichte und frei zugängliche annotierte Gebärdensprach-Korpus.

## Das DGS-Korpus-Projekt
Das DGS-Korpus ist ein linguistisches Korpus, das gefilmte Unterhaltungen und Erzählungen in Deutscher Gebärdensprache (DGS) enthält. Das DGS-Korpus wird im Rahmen des DGS-Korpus-Projekts, einem Langzeitprojekt (2009–2027) der Akademie der Wissenschaften in Hamburg, an der Universität Hamburg erstellt. Es wird durch das überregionale Akademienprogramm gefördert, das von Bund und Ländern finanziert wird. Das Projekt-Team setzt sich aus tauben, schwerhörigen und hörenden Mitarbeitenden zusammen, und wird durch taube und hörende Studierende, sowie eine externe Gruppe tauber Experten unterstützt.
Das Projekt verfolgt drei Ziele:
- ein Referenzkorpus der DGS (das DGS-Korpus) zu erstellen,
- der Öffentlichkeit eine annotierte Teilmenge aus dem DGS-Korpus von etwa 50 Stunden (das Öffentliche DGS-Korpus) frei zur Verfügung zu stellen,
- ein auf den Daten des DGS-Korpus basierendes Wörterbuch (das Digitale Wörterbuch der Deutschen Gebärdensprache, DW-DGS) zu publizieren.

Das Projekt ist maßgeblich an der Etablierung der Korpuslinguistik für Gebärdensprachen beteiligt und stellt einen Teil der Daten sowohl für die DGS-Sprachgemeinschaft als auch die internationale Forschungsgemeinschaft zur Verfügung.

## Datenerhebungen
Die Daten des DGS-Korpus gehen auf zwei Datenerhebungen zurück. Die erste Erhebung wurde von 2010 bis 2012 durchgeführt. Für die Filmaufnahmen wurde an zwölf Orten in Deutschland ein mobiles Studio mit acht Kameras aufgebaut. Das DGS-Korpus-Team wurde von lokalen Kontaktpersonen aus den jeweiligen regionalen Gehörlosengemeinschaften unterstützt, die während der Aufnahmen auch als Moderatoren fungierten. Im Studio wurde ausschließlich DGS als Kommunikationsmittel genutzt. Es wurden 330 Teilnehmende gefilmt. Dabei sind Geschlecht, vier Altersgruppen und 13 Herkunftsregionen im DGS-Korpus ausbalanciert.
Die sich gegenübersitzenden Teilnehmenden wurden paarweise bei 20 verschiedenen Erhebungsaufgaben gefilmt. Dabei lag der Schwerpunkt auf möglichst natürlichsprachlichen Unterhaltungen. Die inhaltlichen Themen sollten für die DGS-Sprachgemeinschaft von Interesse sein und somit die Kultur tauber Menschen abbilden. Es wurden unter anderem die Schulzeit tauber Personen, Erfahrungen im Zusammenhang mit der Taubheit und Großveranstaltungen wie z. B. die Deaflympics thematisiert. Ebenfalls im DGS-Korpus enthalten sind Erzählungen darüber, wie die Teilnehmenden besondere historische Ereignisse, beispielsweise den Mauerfall, wahrgenommen haben.
Die Erhebungsaufgaben decken ein breites Spektrum verschiedener Diskursformate ab, wie z. B. freie Erzählungen, Nacherzählungen, Diskussionen zu kontroversen Themen, Ablaufbeschreibungen und Berichte. Als Stimuli für die Erhebungsaufgaben wurden Bilder, Bildergeschichten, Filmausschnitte ohne verbale Äußerungen und gebärdete Filme verwendet. Einige Aufgaben wurden speziell ausgewählt, um bestimmte sprachliche Phänomene wie z. B. Verneinung und einzelne Begriffe hervorzurufen. Um sprachübergreifende (crosslinguistische) Untersuchungen zu ermöglichen, wurden weiterhin Materialien berücksichtigt, die in der empirischen Laut- und Gebärdensprachforschung bereits etabliert sind, wie z. B. die „Birnengeschichte“ (Pear Story) oder der „Sylvester und Tweety“-Cartoon Verkleidungskünstler.
Die zweite Datenerhebung wird von 2024 bis 2027 durchgeführt. In dieser Zeit werden Daten einer fünften Altersgruppe erhoben, bestehend aus Personen, die zu dem Zeitpunkt der ersten Erhebungsphase noch minderjährig waren und von deren Teilnahme daher damals aus ethischen und rechtlichen Gründen abgesehen worden war. Diese 5. Kohorte hat sowohl in medizinischer, bildungspolitischer als auch geschichtlicher Hinsicht im Vergleich zu den vorherigen Kohorten eine stark veränderte Sozialisation erlebt. Diese Erfahrungen und der Einfluss der digitalen Welt auf die Sprache der tauben Menschen in Deutschland bietet eine wertvolle Bereicherung für das DGS-Korpus. Im Gegensatz zur ersten Erhebungsphase finden alle Aufnahmen der zweiten Erhebungsphase im Videostudio des Instituts für Deutsche Gebärdensprache und Kommunikation Gehörloser der Universität Hamburg statt.
Durch die umfangreiche Erhebung ist im DGS-Korpus die regionale Vielfalt der DGS in Deutschland zum Zeitpunkt der Erhebung abgebildet. Zugleich ist das DGS-Korpus auch ein Archiv der DGS.

## Zugang

### Das DGS-Korpus
Für das DGS-Korpus wurden bisher insgesamt über 1150 Stunden Filmmaterial aufgenommen (inkludiert das Lesen und Zustimmen zur Einverständniserklärung, Aufgabenerläuterungen und Pausen), davon bilden etwa 560 Stunden Dialoge und Erzählungen in natürlichem DGS das DGS-Korpus.
Die Daten werden mit iLex transkribiert, einem Too, welches Annotationswerkzeug und lexikalische Datenbank zugleich ist und als Multi-User-Anwendung zur Annotation und Lemmatisierung von Gebärdensprachdaten konzipiert wurde. In iLex können Benutzer Annotationen erstellen, die Daten mittels SQL-Abfragen durchsuchen und die Ergebnisse in Form von Grafiken oder Karten visualisieren.

### Das Öffentliche Korpus
Das Öffentliche DGS-Korpus ist eine etwa 50-stündige, annotierte Teilmenge des DGS-Korpus. Aus dem DGS-Korpus sind besonders solche Aufnahmen für das Öffentliche DGS-Korpus ausgewählt worden, die thematisch für die Sprachgemeinschaft von Interesse sind. Außerdem sind Erhebungsformate im Öffentlichen DGS-Korpus enthalten, die sich für sprachvergleichende Studien eignen. Somit ist das Öffentliche DGS-Korpus sowohl eine Forschungsressource als auch ein Archiv der Sprache, Geschichte und Kultur von tauben Personen in Deutschland.
Das Öffentliche DGS-Korpus ist über zwei verschiedene Webseiten frei und ohne Anmeldung zugänglich. Die zwei Portale (MEINE DGS und MEINE DGS – annotiert) richten sich an unterschiedliche Bedürfnisse verschiedener Nutzungsgruppen.

#### MEINE DGS
Auf der Seite MEINE DGS können 47 Stunden gebärdeter Gespräche oder Erzählungen mit Untertiteln (Übersetzungen ins Deutsche) und 2,4 Stunden Witze (ohne Übersetzung) angesehen werden. Neben der Hauptseite mit den Videos können auf der Website Informationen über das Projekt eingesehen werden und Videos nach Region, Altersgruppen, Dialogformaten und Hauptthemen gefiltert werden. Die Seite MEINE DGS bietet einen niedrigschwelligen Zugang für Personen mit und ohne wissenschaftlichem Hintergrund und richtet sich als Gemeinschaftsportal an die Gehörlosen- und DGS-Sprachgemeinschaft.

#### MEINE DGS – annotiert
MEINE DGS – annotiert enthält zusätzlich zu den Aufzeichnungen von MEINE DGS weitere 1,7 Stunden Datenmaterial, insgesamt also etwa 50 Stunden. Die Videos werden mit zeitalignierten Online-Transkripten bereitgestellt, die Glossen, Mundbilder/Mundgesten und Übersetzungen enthalten. Videos und Transkripte können entweder direkt auf der Website eingesehen werden oder über mehrere Download-Optionen auch lokal gespeichert werden.
Weiterhin stehen auf der Seite zur Verfügung:
- die Annotationskonventionen
- eine Types-Liste mit den für die Lemmatisierung der Tokens im Öffentlichen DGS-Korpus verwendeten Types
- eine Schlagwort-Liste der in den Gesprächen behandelten Themen

Da MEINE DGS – annotiert sich an ein internationales Publikum richtet, steht die Website auf Deutsch und auf Englisch zur Verfügung.

## Nutzungsbestimmungen
Die Nutzungsbestimmungen des Öffentlichen DGS-Korpus erlauben eine Nutzung der Daten zu nicht-kommerziellen Zwecken, allerdings beschränkt auf bestimmte Anwendungskontexte. Daten auf MEINE DGS sind zur privaten Nutzung freigegeben, Downloads sind hier nur zu Unterrichtszwecken erlaubt. Daten von MEINE DGS – annotiert dürfen für Zwecke der sprachwissenschaftlichen Forschung verwendet werden. Für andere Zwecke oder um zusätzliche Daten aus dem DGS-Korpus nutzen zu können, muss ein Vertrag über gesonderte Nutzungsrechte mit dem DGS-Korpus-Projekt geschlossen werden.

## DW-DGS
Das Digitale Wörterbuch der Deutschen Gebärdensprache (DW-DGS) ist das erste korpusbasierte allgemeine Wörterbuch der Deutschen Gebärdensprache. Es wurde auf Grundlage der Daten aus dem DGS-Korpus erstellt, sowie im kleineren Maße durch Erhebungen mit den Tools DGS-Feedback und SignHunter. Es ist das erste allgemeinsprachliche Wörterbuch einer Gebärdensprache, das als korpusbasiertes Wörterbuch konzipiert wurde und die Möglichkeiten von Korpusanalysen für die Erstellung entsprechender Angaben in den Einträgen (z. B. Verbreitungskarten, Kollokationsangaben) konsequent nutzt. Das Wörterbuch ist online frei verfügbar und wird regelmäßig aktualisiert.
In den Wörterbucheinträgen werden die Gebärden, ihre Bedeutung und ihre Verwendung so beschrieben, wie es sich aus den Korpusdaten beobachten und analysieren lässt. Die Einträge enthalten auch Querverweise, zum Beispiel auf synonyme und antonyme Gebärden. Durch die korpusbasierte Methode können erstmals auch fundiert Verbreitungskarten erstellt und Angaben zu Kollokationen gemacht werden. Beispielsätze sind direkt aus dem DGS-Korpus übernommen. Das DW-DGS und das DGS-Korpus sind zudem durch zahlreiche Verlinkungen miteinander verbunden.
Konzeptionell ist das DW-DGS eher ein einsprachiges Wörterbuch, das sich auf die Analyse und Beschreibung der Gebärden aus der innersprachlichen Perspektive fokussiert. Zusätzlich zur einsprachigen Perspektive sind für die beschriebenen Lesarten der Gebärden auch Übersetzungen ins Deutsche enthalten, über die im Deutschindex nach den Gebärden gesucht werden kann.